# Nyunzu
Nyunzu – miasto w Demokratycznej Republice Konga, w prowincji Tanganika.